# Vastseliina socken
Vastseliina socken (estniska: Vastseliina kihelkond, tyska: Kirchspiel Neuhausen) var en socken i Werro krets i Guvernementet Livland. Socknens kyrkby var Vastseliina (tyska: Neuhausen).